# Амроян, Анна
Анна Амроян (5 июня 2006) — армянская спортсменка, тяжелоатлетка, серебряный призёр чемпионата Европы 2025 года.

## Биография
Анна Амроян с 2022 года принимает участие в международных состязаниях по тяжёлой атлетике. В марте 2023 году принимала участие в юношеском чемпионате мира, где завоевала бронзовую медаль в категории до 76 кг с результатом 204 кг по сумме двух упражнений. Через месяц дебютировала на взрослом чемпионате Европы, который проходил в Ереване. В категории до 81 кг Анна стала 13-й. В июле стала чемпионкой Европы среди юношей и девушек.
В 2024 году на молодёжном чемпионате мира стала бронзовым призёром в категории до 76 кг. На молодёжном чемпионате Европы стала победительницей.
На чемпионате Европы 2025 года в Кишинёве в весовой категории до 76 кг завоевала серебряную медаль с итоговым результатом 231 кг. В отдельном упражнении «толчок» она завоевала малую бронзовую медаль.

## Достижения
Чемпионат Европы
| Результат | Вес      | Год  | Место соревнований | Рывок | Толчок | Общий вес |
| Серебро   | до 76 кг | 2025 | Кишинёв, Молдова   | 100,0 | 131,0  | 231,0     |